# Urmas Kruuse
Urmas Kruuse, född 14 juli 1965 i Elva i dåvarande Estniska SSR, är en estnisk liberal politiker tillhörande Estniska reformpartiet som från 26 januari 2021 var Estlands landsbygdsminister i Kaja Kallas regeringar.
Kruuse var borgmästare i Elva från 2002 till 2017 och borgmästare i Tartu från 2007 till 2014. Han växlade därefter till den nationella politiken och blev hälsominister från 2014 till 2015 i Taavi Rõivas första regering samt därefter landsbygdsminister i den andra regeringen Rõivas från 2015 till 2016.

## Biografi

### Utbildning
Kruuse tog studenten vid gymnasiet i Elva 1983 och 2004 examen vid Audentes-universitetet.

### Yrkeskarriär
Kruuse arbetade som lagerarbetare på Tallinna Tööstuskaubastus 1987–1993 och var samtidigt frilansmusiker från 1985 till 1994. Han hade därefter olika arbetsledande positioner inom lagerbranschen innan han blev säljchef på AS Siberry Rebase och därefter Kesko Food AS fram till 2002.

### Musikkarriär
Kruuse gick med i bandet Risk 1982, där hans bror Enn Kruuse var gitarrist. Han blev sångare i bandet och skrev egna texter till bandet. Senare startade han Urmas Kruuse Band, som släppte albumet Through Me 1990.

### Politisk karriär
Kruuse valdes in i stadsfullmäktige i Elva år 1999 och gick med i Estniska reformpartiet 2002. Samma år valdes han till borgmästare i Elva och valdes därefter 2007 till borgmästare i Tartu. Från 2007 till 2014 var han distriktsordförande för Reformpartiet i Tartudistriktet.
En misstroendeförklaring mot Kruuse som borgmästare i Tartu initierades av Centerpartiet och Socialdemokratiska partiet i april 2013, men föll i stadsfullmäktige med 13 ledamöter för och 24 emot. Kruuse kom att avsäga sig posten följande år för att istället bli minister i Taavi Rõivas regering. Han kandiderade till Riigikogu för Jõgevamaa och Tartumaa och blev som kandidat med flest röster personvald för distriktet. Han kom även att ingå som landsbygdsminister i Rõivas andra regering efter valet men avgick i samband med regeringens avgång i november 2016.
Kruuse var parallellt med rikspolitiken även från 2017 kommunpolitiker i Elva där han representerade Reformpartiet på lokalplanet.

### Familj och privatliv
Kruuse är gift och har fått flera barn, varav äldste sonen är avliden.